# Kristus Konungen

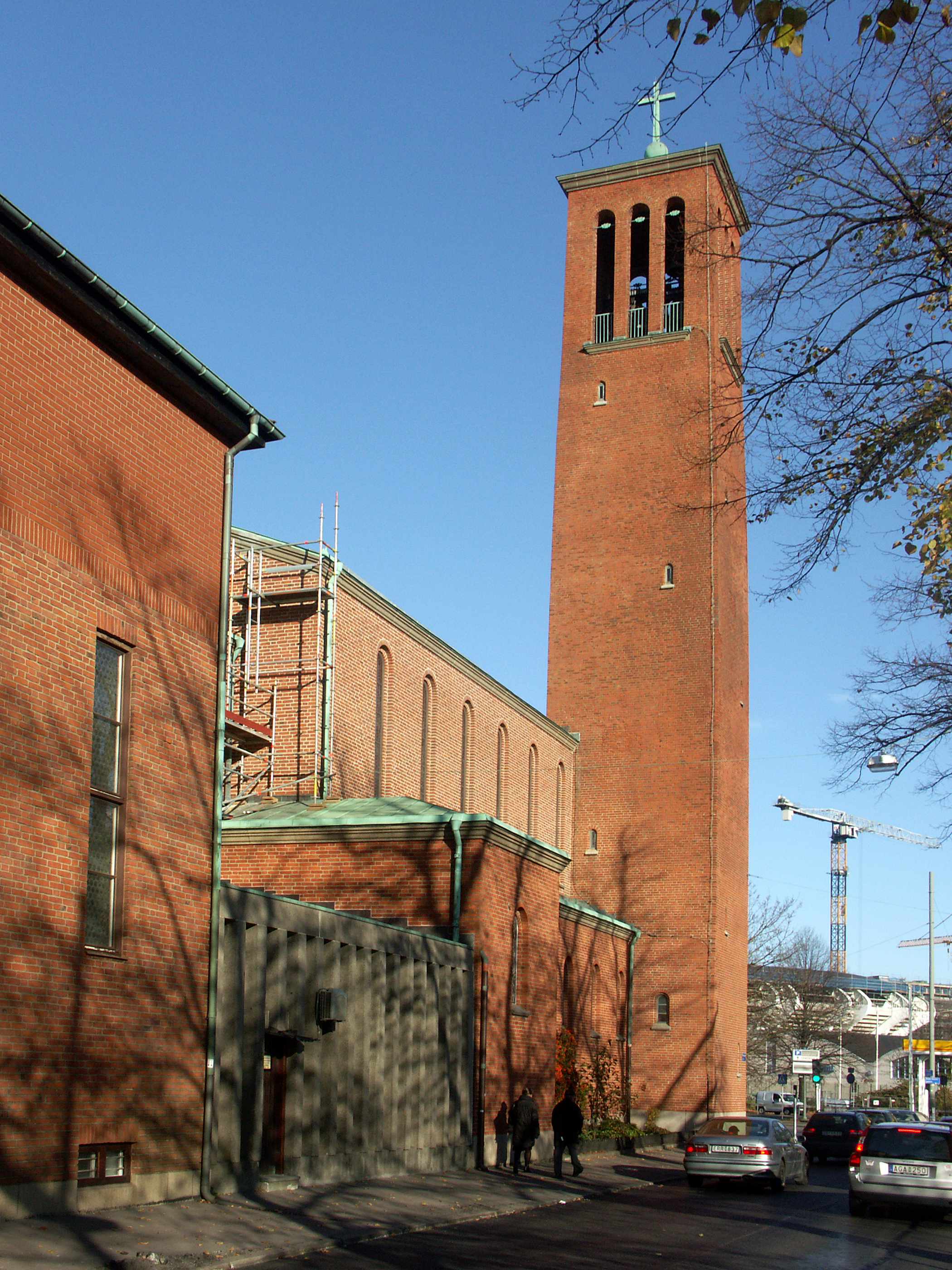
Kristus Konungen

Die Pfarrei Kristus Konungen („Christus der König“) ist die älteste von drei katholischen Kirchengemeinden in Göteborg. Ihre erste Kirche St. Josef war nach St. Eugenia (Stockholm) die zweite in Schweden nach der Reformation geweihte katholische Kirche. Die heutige Christkönigskirche wurde 1937/38 erbaut.

## Geschichte
Die Pfarrei wurde 1862 gegründet. Zunächst gab es fünfzig Gläubige. Drei Jahre später konnte man die eigene Kirche St. Josef einweihen, ein kleines Gotteshaus im neugotischen Stil.
Als die Gemeinde wuchs, wurde 1928 im Bezirk Heden ein Pfarrgrundstück gekauft, um eine neue, größere Kirche sowie Schule und Pfarrhaus zu errichten. Am 31. Oktober 1937 war die Grundsteinlegung für die Kirche, deren Patrozinium Christus König nun auch zum Namen der Pfarrei wurde. Am 25. September 1938 wurde die letzte Sonntagsmesse in St. Josef, am 2. Oktober 1938 die erste in Christus König gefeiert. Die Pfarrei war auf 500 Gläubige gewachsen. Im Jahr 1961 gab es fast dreitausend. In einer Seitenkapelle, die zum stillen Gebet einlädt, befindet sich eine Kopie des Werdener Kreuzes. Am Ende der 1990er Jahre hatte die Pfarrei mehr als siebentausend Gläubige verschiedener Nationalitäten.

## Orgel
Die Orgel wurde 1907 von der Orgelbaufirma J. W. Walker & Sons Ltd. erbaut. Das Instrument stand bis 2004 in der First Church of Christ Scientist on Sloane Terrasse (Chelsea, London); als die Kirche 2004 zu einem Konzertsaal umgebaut wurde, erwarb die Christkönig-Gemeinde in Göteborg das Instrument und ließ es durch die Orgelbauer Tostared von Tore Johansson restaurieren. Eingeweiht wurde es in der Christkönig-Kirche im Januar 2010. Die Orgel hat 51 Register auf drei Manualwerken und Pedal. Die Trakturen sind elektrisch.
| I Chorwerk C–c4  |     |
| Lieblich Gedeckt | 16′ |
| Violin Diapason  | 8′  |
| Lieblich Gedeckt | 8′  |
| Dulciana         | 8′  |
| Concert Flute    | 4′  |
| Dulcet           | 4′  |
| Piccolo          | 2′  |
| Sesquialtera II  |     |
| Clarinet         | 8′  |
| Orchestral Oboe  | 8′  |
| Tremulant        |     |
| Tromba (aus HW)  | 8′  |
| Chimes           |     |

| II Hauptwerk C–c4    |       |
| Double Open Diapason | 16′   |
| Open Diapason No. 1  | 8′    |
| Open Diapason No. 2  | 8′    |
| Open Diapason No. 3  | 8′    |
| Wald Flute           | 8′    |
| Dulciana             | 8′    |
| Octave               | 4′    |
| Harmonic Flute       | 4′    |
| Twelfth              | 2 ⁄3′ |
| Fifteenth            | 2′    |
| Tromba               | 8′    |
| Chimes (aus SW)      |       |

| III Schwellwerk C–c4 |     |
| Lieblich Bourdon     | 16′ |
| Open Diapason        | 8′  |
| Stopped Diapason     | 8'  |
| Viola da Gamba       | 8′  |
| Voix Celeste T. C.   | 8′  |
| Principal            | 4′  |
| Suabe Flute          | 4′  |
| Fifteenth            | 2′  |
| Mixture III          |     |
| Contra Fagotto       | 16′ |
| Trumpet              | 8′  |
| Oboe                 | 8′  |
| Clarion              | 4′  |
| Tremulant            |     |
| Chimes (aus SW)      |     |

| Pedalwerk C–g1          |         |
| Sub Bourdon             | 32′     |
| Open Wood               | 16′     |
| Bourdon                 | 16′     |
| Viol                    | 16′     |
| Liebl. Bourdon (aus SW) | 16′     |
| Quint                   | 10 2⁄3′ |
| Octave                  | 8′      |
| Bass Flute              | 8′      |
| Octave Viol             | 8′      |
| Echo Flute (aus SW)     | 8′      |
| Octave Flute            | 4′      |
| Trombone                | 16′     |
| Fagotto (aus SW)        | 16′     |
| Tromba (aus HW)         | 8′      |
| Basson (aus SW)         | 8′      |
| Octave Basson (aus SW)  | 4′      |
| Chimes (aus SW)         |         |

- Koppeln: I/II, II/I, III/I, III/II, I/P, II/P, III/P; Sub- und Superoktavkoppeln.

## Pfarrer von Kristus Konungen (bis 1938 St. Josef)
- Jean Claude Lichtlé; 1864–1866
- John Jurzick; 1866–1875
- Albert Bitter; 1875–1885
- Julius Lohmeyer SJ; 1885–1913
- Johan van Gijsel SCJ; 1913–1916
- Theodor van Heugten SCJ; 1916–1926
- George Kuipers SCJ; 1927–1936
- Frans Krijn; 1937–1941
- Willem Meijerink; 1941–1959
- Paul Mueller; 1959–1961
- Sigfrid van Pottelsberghe de la Potterie; 1961–1975
- Francis Zielinski; 1976–1979
- Victor Doran CP; amtierend 1. Februar–15. Juli 1979
- Eugene Dyer, amtierend 16. Juli–31. Dezember 1979
- Rafael Saráchaga; 1980–1986
- John McCormack CP; 1986–1993
- George Degen; 1993–2006
- Lars Cavallin; 2006–2007
- Tobias Unnerstål; 2007–heute